# Сергелийский район
Сергелийский район (узб. Sergeli tumani / Сергели тумани) — административно-территориальная единица города Ташкента, самый большой по площади район города. Расположен в южной части столицы. Современная площадь — 5,6 тысячи гектаров (2020), население — 167,6 тысяч человек. 

## История
Сергелийский район города Ташкента образован 20 января 1967 года. Возникновение района связано с массовым жилищным строительством на пустующих землях для переселения жителей, пострадавших во время Ташкентского землетрясения 1966 года. В 1980-90 годах вместо 1- и 2-этажных деревянных строений начали возводить современные 4- и 9-этажные здания.

## Расположение и границы
На севере Сергелийский район граничит с Яккасарайским районом, на севере и северо-востоке с Мирабадским районом, на северо-западе с Чиланзарским районом, на востоке с Бектемирским районом, на юге и юго-западе с Зангиатинским районом и Янгихаётским районом.
Граница с Яккасарайским и Чиланзарским районами проходит вдоль Среднеазиатской железной дороги.
Граница с Мирабадским районом проходит вдоль Среднеазиатской железной дороги, каналу Карасу и улице Янги Куйлюк.
Граница с Бектемирским районом проходит по улице Ханабад.
Граница с Зангиатинским районом Ташкентской области проходит по Ташкентской кольцевой автомобильной дороге, улице Янги Сергели, участку железной дороги Ташкент-Ангрен, улице Кыпчак, реке Чирчик, границам промзоны Сергели, арыку Чартак, границе 5,7,12 квартала массива Сергели, границе массива Дустлик 2, каналу Салар.

## Физическая география
По территории района протекают река Чирчик, водные каналы Карасу, Салар, Джун, арыки Чартак, Шакир. Площадь озеленения района составляет 2800 гектаров (50 % территории).

## Транспорт
В Сергелийском районе 174 улицы, основными из которых являются Ташкентская кольцевая автомобильная дорога, улица Янги Сергели, улица Чаштепа, улица Согдиана, улица Кыпчак.
На территории района расположен Ташкентский международный аэропорт, Сергелийский авиаотряд, 3-й автокомбинат, автопредприятие «РАФ», 4-й и 12-й автобусный парки.
В 2021 году была построена дорога Сергели Йули, которая ведёт из центра города в Сергели.
В конце 2020 года в Сергелийском районе была запущена в эксплуатацию новая ветка метрополитена протяженностью — 7 км. Она примыкает к «Чиланзарской» ветке (станция «Алмазар») и включает в себя 5 станций.
25 апреля 2023 в эксплуатацию были введены 5 станций второй серии строительства Кольцевой Линии (8-12 Бекаты), из которых в Сергелийском районе находится 4 из них (9,10,11,12)
11 Марта 2024 в эксплуатацию были введены ещё 2 станции третей серии строительства Кольцевой Линии (13-14 Бекаты)

## Жилищный фонд
В состав района входят 5-7 кварталы массива Куйлюк, 2-8 кварталы массива Сергели

## Предприятия и организации
На территории Сергелийского района находится промышленная зона Сергели, действуют 2097 организации и предприятия, 12 крупных промышленных предприятий, 300 промышленных предприятий, 1748 микрофирм, среди них крупнейший автомобильный рынок Ташкента, авиаремонтный завод, завод Новатор и многие другие.

## Объекты культурного наследия
В Сергелийском районе находятся археологические памятники Ханабадтепа, Шоштепа. На территории района находится остатки городища Ногай-Курган — холм Кугаиттепа, археологический памятник I—XVI веков.